# Horní Přísahov
Horní Přísahov, dříve také Horní Schönhub (německy Ober Schönhub), je zaniklá osada v katastrálním území Hrudkov na území města Vyšší Brod, v okrese Český Krumlov. Na místě, kde osada stávala, je obora s chovem bizonů.

## Historie
První písemná zmínka o osadě pochází z roku 1278, kdy byla odkázána v poslední vůli Jindřicha z Rožmberka Vyšebrodskému klášteru. Horní Přísahov byl při sčítání lidu v letech 1869–1910 pod názvem Horní Schönhub osadou obce Rukendorf (německý název pro Hrudkov) v okrese Kaplice. V roce 1910 zde stálo 7 domů a žilo 52 obyvatel. Při sčítání v letech 1921–1930 byl osadou obce Ruckendorf v okrese Kaplice. V letech 1938 až 1945 byl Horní Přísahov v důsledku uzavření Mnichovské dohody přičleněn k nacistickému Německu. V roce 1950 byl Horní Přísahov osadou obce Hrudkov. V letech 1961 až 1972 byl částí obce Vyšší Brod. Ke dni 1. ledna 1973 jako část obce zanikl.